# Vilémovice (Polsko)
Vilémovice nebo Vilamovice (polsky Wilamowice) je vesnice v jižním Polsku ve Slezském vojvodství v okrese Těšín v gmině Skočov. Leží na území Těšínského Slezska na svazích Vilémovické hůrky (Górka Wilamowicka, 388 m n. m.), zhruba dva kilometry na západ od centra Skočova. Ke dni 25. 3. 2016 zde žilo 543 obyvatel, rozloha obce činí 2,78 km².
Obec se skládá se dvou částí: vlastních Vilémovic a ležících přímo u hranic se Skočovem a na zástavbu města navazujících Jankovic (Jankowice). Přes Jankovice vede okresní silnice Skočov – Těšín, a také se tam nachází skočovský židovský hřbitov.
První zmínka o Vilémovicích pochází z roku 1331. V roce 1559 těšínský kníže Václav III. Adam prodal vesnici Janovi Skočovskému z Kojkovic. Dalšími jejími majiteli, než se roku 1803 dostala zpátky do rukou Těšínské komory, byli Gurečtí z Kornic, Larischové a Radočtí z Radocze. Místní památkou je renesanční zámek postavený původně Janem Skočovským mezi lety 1565 až 1566. Roku 1920 byly Vilémovice spolu s celým východním Těšínskem rozhodnutím Konference velvyslanců připojeny k Polsku.